# تجمع دحليات (رماة)

تعديل مصدري - تعديل

تجمع دحليات هي إحدى قرى عزلة رماة بمديرية رماة التابعة لمحافظة حضرموت، بلغ تعداد سكانها 37 نسمة حسب تعداد اليمن لعام 2004.